# John Tuchet (6e baron Audley)
Pour les articles homonymes, voir John Tuchet.
John Tuchet (vers 1423 – 26 septembre 1490), 6e baron Audley et 3e baron Tuchet, est un noble anglais.

## Biographie
John Tuchet est le fils aîné de James Tuchet et de Margaret de Ros. Son père est tué en commandant la bataille de Blore Heath en 1459. Lors de la Guerre des Deux-Roses, John est initialement un farouche partisan de la Maison de Lancastre, tout comme son père. Alors qu'il assiège en 1460 la forteresse de Guînes aux mains des Yorkistes commandés par le comte de Warwick, John est persuadé par ce dernier de déserter les Lancastre en faveur de la Maison d'York. 
John Tuchet combat ainsi pour le futur Édouard IV à la bataille de Mortimer's Cross en 1461 ainsi qu'à celles de Barnet et de Tewkesbury en 1471 qui assurent la restauration de ce dernier. En remerciement, Édouard IV le nomme conseiller privé en 1471. John Tuchet devient également Lord grand trésorier en 1484 sous Richard III. Il meurt en 1490 et est enterré à Shere, dans le Surrey. Son fils aîné James lui succède : il est l'un des leaders du premier soulèvement cornique en 1497 et est exécuté.